# A Glimpse of Glory
A Glimpse of Glory è il secondo album in studio del gruppo musicale rock britannico Visible Faith pubblicato nel febbraio 1999.
È il primo disco a cui partecipa John Wetton.

## Tracce
Lato A
1. It's Up to You – 6:02
2. Moving in (Hensley) – 5:49
3. One Tender Moment (Hensley) – 5:26
4. Guard Your Heart (Hensley) – 5:03
5. Shakey Ground (Hensley) – 3:57
6. Think Twice (Hensley) – 4:54
7. Get a Line (Hensley) – 5:57
8. It Ain't Easy (Hensley) – 5:45
9. Win Or Lose (Hensley) – 4:54
10. The Cost Of Loving (Hensley) – 5:57
11. The Return (Hensley) – 5:45

## Formazione
- John Wetton, voce, chitarra
- Dave Kilminster, chitarra
- Ken Hensley, tastiera
- Martin Orford, tastiera
- Lee Kerslake, batteria